# Scooby-Doo! e il tesoro del Cavaliere Nero
Scooby-Doo! e il tesoro del Cavaliere Nero (LEGO Scooby-Doo! Knight Time Terror) è un episodio speciale prodotto dalla collaborazione di Warner Bros. e LEGO per promuovere la nuova collezione Lego Scooby-Doo, basata sui personaggi di Scooby-Doo. Lo special è il primo episodio animato frutto della collaborazione degli ultimi ed è seguito dal film Scooby-Doo! Fantasmi a Hollywood e dal follow-up Scooby-Doo! Grande festa in spiaggia.
Lo special è andato in onda in Italia il 31 ottobre 2015 su Boomerang, ed è stato successivamente trasmesso anche su Boing il 17 giugno 2016; inoltre è stato trasmesso su Cartoon Network (Stati Uniti) il 25 novembre 2015.

## Trama
La Mystery Inc. è chiamata ad investigare in una villa infestata, dove un Cavaliere Nero terrorizza chiunque si avvicini in cerca del tesoro, nascosto dal proprietario molti anni prima. Molte sono le trappole e le insidie che devono superare, ma ancora una volta Scooby e i suoi amici si rivelano all'altezza della missione.

## Trasmissione
Scooby-Doo! e il tesoro del Cavaliere Nero ha fatto il suo debutto mondiale su Teletoon in Canada il 2 ottobre 2015.  Lo speciale è stato presentato per la prima volta sui canali Boomerang nel Regno Unito e in Irlanda a fine ottobre 2015 e ha debuttato in Australia e Nuova Zelanda il 26 gennaio 2016.

## Ricezione
Lo speciale è stato visto da 1,67 milioni di spettatori e ha ricevuto una valutazione di 0,4 negli adulti 18-49.